# Erdal Keser
Erdal Keser (Sivas, 20 giugno 1961) è un allenatore di calcio ed ex calciatore turco, di ruolo attaccante.